# Гюнтер Ангерн
Ґюнтер Анґерн (нім. Günther Angern; 5 березня 1893, Кольберг, Німецька імперія — 2 лютого 1943, Сталінград, РСФСР) — німецький воєначальник, генерал-лейтенант вермахту. Кавалер Лицарського хреста Залізного хреста.

## Біографія
1 квітня 1911 року поступив на службу фанен-юнкером в Прусську армію. Учасник Першої світової війни. Після демобілізації армії залишений у рейхсвері. З 1 березня 1938 року — командир 3-ї стрілецької бригади.
З 4 грудня 1939 року — командир 11-ї стрілецької бригади. Учасник Французької кампанії і боїв на радянсько-німецькому фронті. З 15 по 24 серпня 1941 року — в. о. командира 11-ї танкової дивізії. З 15 вересня 1942 по 2 лютого 1943 року — командир 16-ї танкової дивізії. Учасник Сталінградської битви. Покінчив життя самогубством, щоб не потрапити у радянський полон.

## Звання
- Фанен-юнкер (1 квітня 1911)
- Фенрих (20 лютого 1912)
- Лейтенант (18 листопада 1912)
- Обер-лейтенант (22 березня 1916)
- Ротмістр (1 жовтня 1922)
- Майор (1 квітня 1933)
- Оберст-лейтенант (1 жовтня 1935)
- Оберст (1 березня 1938)
- Генерал-майор (1 вересня 1941)
- Генерал-лейтенант (21 січня 1943)

## Нагороди

### Перша світова війна
- Залізний хрест 2-го і 1-го класу
- Ганзейський Хрест (Гамбург)
- Почесний хрест князів Шварцбурзьких 3-го класу з мечами
- Хрест «За військові заслуги» (Австро-Угорщина) 3-го класу з військовою відзнакою

### Міжвоєнний період
- Почесний хрест ветерана війни з мечами (1934)
- Медаль «За вислугу років у Вермахті» 4-го, 3-го, 2-го і 1-го класу (25 років) (2 жовтня 1936) — отримав 4 медалі одночасно.
- Командор ордена Заслуг (Угорщина) (26 жовтня 1938)
- Медаль «У пам'ять 1 жовтня 1938»
- Медаль «У пам'ять 22 березня 1939 року» (1939)

### Друга світова війна
- Застібка до Залізного хреста
  - 2-го класу (18 вересня 1939)
  - 1-го класу (9 жовтня 1939)
- Нагрудний знак «За танкову атаку» в сріблі
- Орден «За хоробрість» (Болгарія) 3-го ступеня, 1-й клас
- Нагрудний знак «За поранення» в сріблі
- Лицарський хрест Залізного хреста (5 серпня 1940)
- Сертифікат Пошани Головнокомандувача Сухопутних військ Вермахту (7 липня 1941)
- Почесна застібка на орденську стрічку для Сухопутних військ (22 липня 1941)
- Німецький хрест в золоті (8 березня 1942)